# تپه امامزاده هارون
تپه امامزاده هارون مربوط به دوران‌های تاریخی پس از اسلام است و در شهرستان قزوین، بخش رودبار، روستای امامزاده هارون واقع شده و این اثر در تاریخ ۱۰ مهر ۱۳۸۰ با شمارهٔ ثبت ۴۱۲۸ به‌عنوان یکی از آثار ملی ایران به ثبت رسیده است.